# 진도군
진도군(珍島郡)은 대한민국 전라남도 서남부 진도와 부속 섬을 관할하는 군이다. 대한민국에서 세 번째로 큰 섬인 진도와 상조도, 하조도, 가사군도 등 45개 유인도를 포함하여 256개 섬으로 이루어진다. 진도군의 면적은 430.7km2이고, 2023년 6월 인구는 29,222 명이다. 군청 소재지는 진도읍이고 행정구역은 1읍 6면이다
진도는 북으로 해남군 문내면과 진도대교가 연결되어 육지와의 교통이 편리하다. 다도해해상국립공원을 중심으로 자연경관이 수려하다. 진도아리랑이라는 민요가 전해져 내려오며, 유물·유적, 천연기념물, 기·예능보유자가 많다. 천연기념물 제53호인 진돗개의 친근한 이미지를 상징하는 '진돌이'가 마스코트이다.

## 역사
| Daedongyeojido (Gyujanggak) 20-05.jpg | Daedongyeojido (Gyujanggak) 20-04.jpg |
|                                       |                                       |

- 본래 백제의 인진도군(因珍島郡)으로, 도산현(抽山縣, 猿山縣)과 매구리현(買仇里縣)을 관할하였다. 당시 인진도군의 치소는 지금의 고군면 고성리에 있었다.
- 신라 경덕왕 16년(757년)에 인진도군은 진도현으로 강등되어 무안군의 영현이 되고, 도산현이 뇌산군(牢山郡)으로 승격하고, 매구리현은 첨탐현(瞻耽縣)여 뇌산군의 영현이 되었다.
- 후삼국 시대에는 처음에 후백제가 점령했지만 900년대 초에 태봉이 점령해 고려로 이어졌다.
- 고려 초기에 뇌산군은 가흥현, 첨탐현은 임회현으로 바꾸고, 진도현과 함께 나주에 소속시켰다. 뒤에 진도현에 현령을 두고 가흥현과 임회현을 진도의 속현으로 편입시켰다.
- 고려 중기 원종 11년(1270년) 6월에 삼별초가 상륙하여 승화후 온을 왕으로 추대하고 개경과는 별도로 정부를 수립하였다. 9개월만인 1271년 5월 삼별초는 토벌되어 진도 주민들은 몽고로 잡혀갔다.
- 충정왕 2년(1350년)에는 왜구의 침입을 피해 영암군으로 관아와 주민을 이주시켰다.
- 태종 9년(1409년)에 주민들을 해남현으로 이주시키고, 해남과 진도를 합하여 해진군이 되었다. 이 해에 전라도의 모든 속현과 향·소·부곡이 폐지되면서 진도의 가흥현·임회현·의신향이 폐지되었다.
- 태종 14년(1414년) 진도 거주가 허용되고, 진도를 다시 개척하고 목장을 만들기 위해 진도에 들어간 주민에게 10년간 세금을 면제해주는 조치를 취했다.[2]
- 세종 19년(1437년) 해진군이 해남현과 진도군으로 분리되었다. 이로써 87년만에 진도에 관청이 설치되었다.
- 세종 22년(1440년) 진도의 치소를 지금의 진도읍으로 이전하였다.
- 1895년 6월 23일(음력 윤5월 1일) 나주부 진도군으로 개편하였다.[3]
- 1896년 8월 4일 전라남도 진도군으로 개편하였다.[4]

부내면, 고일면, 고이면(이상 2면은 옛 진도), 군일면, 군이면(이상 2면은 옛 가흥현), 임일면, 임이면(이상 2면은 옛 임회현), 의신면, 명금면(이상 2면은 옛 의신향), 지산면, 제도면, 명산면, 삼촌면
- 1899년 제도면을 조도면과 가사도면(加沙島面)으로 분면하였다.
- 1903년 지도군 도초면, 안창면, 기좌면을 편입하였다.[5]
- 1906년 9월 24일 명산면이 영암군에, 삼촌면이 해남군에 편입되었다.

명산면은 고려시대 진도현이 육지로 피난했을 때, 삼촌면은 해진군 시기에 진도 주민들이 모여 살던 지역인데, 진도군이 다시 설치될 때 진도군에 편입되어 월경지가 되었다. 1906년에 각각 영암과 해남에 돌려주었다.
- 1914년 4월 1일 도초면, 안창면, 기좌면을 무안군에 편입하고, 행정 구역을 7면으로 개편하였다.[6]

| 조선총독부령 제111호      |             | |
| 구 행정구역               | 신 행정구역 | 신 행정구역 |
| 진도군 부내면(府內面)     | 부내면      | 교동리, 남동리, 동외리, 성내리, 쌍정리, 포산리 |
| 진도군 고일면(古一面)     | 고군면      | 금계리, 오산리, 원포리, 지막리, 향동리 |
| 진도군 고이면(古二面)     | 고군면      | 고성리, 내산리, 도평리, 벽파리, 석현리, 오류리 |
| 진도군 군일면(郡一面)     | 군내면      | 덕병리, 둔전리, 나리, 녹진리, 분토리, 용장리, 세등리, 송산리, |
| 진도군 군이면(郡二面)     | 군내면      | 산월리, 수역리, 수유리, 정자리, 해창리, 월가리 |
| 진도군 임일면(臨一面)     | 임회면      | 고정리, 명슬리, 사령리, 삼막리, 용호리, 염장리, 죽림리 |
| 진도군 임이면(臨二面)     | 임회면      | 굴포리, 남동리, 백동리, 봉상리, 상만리, 석교리, 연동리 |
| 진도군 의신면(義新面)     | 의신면      | 모도리, 사천리, 돈지리, 연주리, 옥대리, 청룡리, 초사리, 침계리 |
| 진도군 명금면(明今面)     | 의신면      | 거룡리, 구자도리(狗子島里), 금갑리, 만길리, 송정리, 창포리, 칠전리 |
| 진도군 조도면(鳥島面)     | 조도면      | 관매도리, 관사도리, 내병도리, 눌옥도리, 대마도리, 독거도리, 동거차도리, 나배도리, 서거차도리, 성남도리, 소마도리, 만재도리, 맹골도리, 맹성리, 모도리, 여미리, 신육리, 외병도리, 죽항도리, 진목도리, 창유리, 청등도리 |
| 진도군 가사도면(加沙島面) | 조도면      | 가사도리, 마진도리 |
7면 - 부내면, 고군면, 군내면, 의신면, 임회면, 지산면, 조도면
- 1917년 부내면(府內面)이 명금면과 임일면의 각 일부를 병합하고 다시 진도면으로 되었다.
- 1950년 8월 말 조선인민군에 점령되어 지주·우익인사 및 그 가족 총 200여명이 학살을 당했다. 인천 상륙 작전이후 인민군들이 도망가기 시작했지만 10월 5일까지 도주하지 않고 남아있던 인민군이 경찰가족을 감금한채 진도군을 점령하고 있었다. 10월 5일에 여수시로 피난가있던 진도경찰서 소속 경찰관들의 경찰 작전으로 실시된 진도경찰 상륙작전을 통해 진도군이 수복되고, 인민군에 의해 감금된 경찰관의 가족 50여명이 처형될 위기에서 벗어났다.
- 그러나 이번에는 조선인민군에 부역했다는 혐의를 받는 좌익 인사에 대한 탄압과 학살이 있었다.
- 1963년 1월 1일 진도군 조도면 마진도리를 무안군 장산면에 편입하였다.[7]
- 1964년 7월 31일 조도면 가사출장소가 설치되었다.[8]
- 1966년 4월 4일 조도면 서거차출장소가 설치되었다.[9][10]
- 1973년 7월 1일 군내면 수역리, 수유리, 해창리, 산월리를 진도면에 편입하였다.
- 1979년 5월 1일 진도면을 진도읍으로 승격하였다.[11] (1읍 6면)
- 1982년 1월 1일 의신면 구자도리(狗子島里)를 구자도리(九子島里)로 개칭하였다.
- 1983년 2월 15일 조도면 가사도리 일부(고사도, 평사도, 송도)를 고평사도리로 신설함과 동시에 신안군 신의면으로 편입하고, 만재도리를 신안군 흑산면에 편입하였다.
- 1984년 10월 진도대교가 완공되어 육지와 연결되었다.
- 1987년 1월 1일 임회면 염장리를 진도읍에 편입하였다.
- 1990년 8월 1일 신안군 장산면 마진도리 일부(저도, 소지도, 송도, 작도, 골도, 희어도)가 진도군 진도읍 산월리에 편입되었다.[12]
- 2014년에는 세월호 침몰 사고가 진도군 수역에서 일어났다. 이로 인해 304명이 사망, 실종되었다

## 지리

### 지형
진도는 전라남도의 서남부에 위치하고 있는 섬이다. 북동으로는 신안군, 동으로는 해남군, 남동으로는 완도군, 남으로는 제주특별자치도와 접해있고, 극동은 고군면 와도, 극서는 조도면 죽도, 극남은 조도면 병풍도, 극북은 군내면 나리이다. 광주광역시까지는 132.1km, 목포시까지는 60km의 거리에 있다.
진도의 지세는 소백산맥의 지맥인 화원산맥과 연결된 지형이었으나 명량해협 부분의 침강으로 도서가 되어 생긴 섬으로서 북동으로부터 서남방향으로 가로 놓여 있고, 동북부는 구릉성 산지로, 서남부는 급경사 침식해안으로 이루어져 있다.
진도는 해남군 문내면과 명량해협을 사이에 두는 좁은 수로, 해남군 화산면과 송지면 사이의 수로, 화원반도와의 사이에 위치한 수로가 발달되어 있으며, 한반도 육지부와의 사이에 이들 수로가 형성되어 있다. 송지면 어란리에서 명량해협을 거쳐 화원반도를 돌아 서해로 이어지는 이 수로는 남해와 서해를 잇는 주요항로로서 과거부터 중요시되었던 뱃길이었다. 이와 같이 남해와 서해를 잇는 한반도 남서부의 모서리에 자리한 진도는 과거 해상교통이 중요시되던 시기에 남해와 서해를 잇는 연안해상교통의 길목에 놓여 군사 및 교역 면에서 중요한 지역이었다. 한반도의 남해∼서해를 잇는 주요 해상 교통로는 진도 동부 해안과 해남군 사이의 수로를 이용하는 (울돌목을 통과하는) 뱃길, 그리고 진도 남쪽 해안을 따라 도는 뱃길이 있다. 특히 진도나 해남군에 설치된 해안지역의 진이나 성곽시설들의 대부분이 진도와 해남군과의 사이에 놓인 수로의 양안에 배치되어 있는 것으로 보아, 이 수로가 남해∼서해를 잇는 보다 중요한 해상 교통로이었을 것으로 판단된다.
진도군의 해안선의 길이는 총 583km에 달하며 굴곡 만입이 많은 리아스식 해안으로 빼어난 경관을 갖추고 있으며, 지질은 주로 퇴적암층인 능주층, 유천층으로 이루어졌고, 화성망류도 일부 지역에서 나타나고 있다.

### 기후
진도군 지역은 한반도의 남서쪽에 위치하여 하계에는 해양성 기후, 동계에는 대륙동안형 기후대로 온난 습윤 기후대에 속한다. 연평균 기온은 13.9°C이며, 월별로는 1월이 2.1°C로 가장 낮고 8월이 26.3°C로 가장 높게 나타난다.
연평균 풍속은 4.0m/sec로서 비교적 강한 바람이 불고, 여름에는 남서풍, 겨울에는 북서풍이 탁월하며, 겨울철 찬 대륙성 고기압 확장 시에는 돌풍 현상과 소나기성 눈이 자주 내린다.
연평균 강우량은 1,374.7mm로써 그 중 56.5%에 해당하는 777.1mm가 6월~9월에 집중적으로 내린다.

## 행정 구역
진도군의 행정 구역은 1읍 6면으로 구성되어 있다. 진도군의 면적은 439.65 km2이며, 인구는 2015년 12월 말 주민등록 기준으로 3만2476 명, 1만5932 가구이다. 이 중 32.7%가 군청 소재지인 진도읍에 거주한다.
| 읍면   | 한자   | 면적   | 인구  | 세대   | 행정구역도 |
| ------ | ------ | ------ | ----- | ------ | ---------- |
| 진도읍 | 珍島邑 | 44.32  | 10902 | 4,602  |            |
| 군내면 | 郡內面 | 63.95  | 3045  | 1,640  |            |
| 고군면 | 古郡面 | 48.48  | 3663  | 1,917  |            |
| 의신면 | 義新面 | 66.25  | 3512  | 2,026  |            |
| 임회면 | 臨淮面 | 69.62  | 3455  | 2,037  |            |
| 지산면 | 智山面 | 89.91  | 3181  | 1,912  |            |
| 조도면 | 鳥島面 | 57.11  | 2348  | 1,798  |            |
| 진도군 | 珍島郡 | 439.65 | 30748 | 15,932 |            |

## 인구
2017년 12월말 주민등록 인구는 31,765 명으로, 전라남도의 군 가운데 구례군, 곡성군에 이어 세번째로 인구가 적다. 특히 1985~1995년에는 37.5%의 인구감소율을 보였다.
진도군의 연도별 인구 추이
| 연도   | 총인구    |  |
| ------ | --------- |  |
| 1960년 | 94,392명  |  |
| 1966년 | 107,705명 |  |
| 1970년 | 103,348명 |  |
| 1975년 | 100,380명 |  |
| 1980년 | 83,424명  |  |
| 1985년 | 72,797명  |  |
| 1990년 | 54,609명  |  |
| 1995년 | 42,371명  |  |
| 2000년 | 38,459명  |  |
| 2005년 | 32,091명  |  |
| 2010년 | 28,565명  |  |
| 2017년 | 31,765명  |  |
| 2018년 | 31,219명  |  |
| 2019년 | 30,715명  |  |
| 2020년 | 30,845명  |  |

## 산업

### 농업
진도군은 도서인데도 불구하고 농경지가 많고 관개수리시설도 비교적 잘 갖추어져 있어 2006년 기준으로 총 인구(36,100명)의 69%인 24,870명이 농업에 종사하고 있다.
도서지역인데도 불구하고 지형적인 특성에 따라 예전부터 리아스식 해안을 간척하여 경지면적도 논(7,136ha)이 밭(5,572ha)보다 많은 특징을 나타내고 있으며, 가구당 경지면적은 논 1.21ha, 밭 0.81ha로 조사되었다.

### 수산업

#### 어가 및 어업종사자
진도군의 어가 및 어업종사자는 2001년 1,623가구, 3,708명에서 2006년 1,984가구, 3849명으로 어가의 증가분에 비해 어업인구의 증가분은 감소하였으며, 호당 종사자가 2001년 2.3명에서 2006년 1.9명으로 감소추세를 보이고 있다.
진도는 완도 등 다른 섬과는 달리 구릉성 산지로 형성되어 있어 농업인구가 많은 특성이 있고, 섬인데도 불구하고 총인구 36,100명의 약 24%만이 어업에 종사하고 있으며, 현재 전업가구는 어가의 약 83%로 증가하는 추세로 어항 및 항만개발이 필요한 실정에 있다.

#### 어획량 및 어획고
진도군의 2001년 총 어획량 및 어획고는 약 62천M/T, 711억원으로 어획고의 약 77%가량이 해조류 판매고이며, 2006년 총 어획량 및 어획고는 159천M/T, 1,192억원 중 약 42%가 해조류 판매고이다.
이러한 어획량 및 어획고의 구성형태로 볼 때 진도군의 어업형태가 주로 진도 남부권 해안과 도서지역의 해조류 양식을 위주로 하고, 어선어업의 발달로 인해 해조류 양식 이외의 수산물의 어획이 증가됨을 알 수 있다.

#### 관내 어항
- 연안항 : 진도항
- 국가어항 : 수품항, 서망항, 서거차항
- 지방어항 : 성등포항, 굴포항, 용호항, 창유항, 벌포항, 초평항, 관호항

## 문화

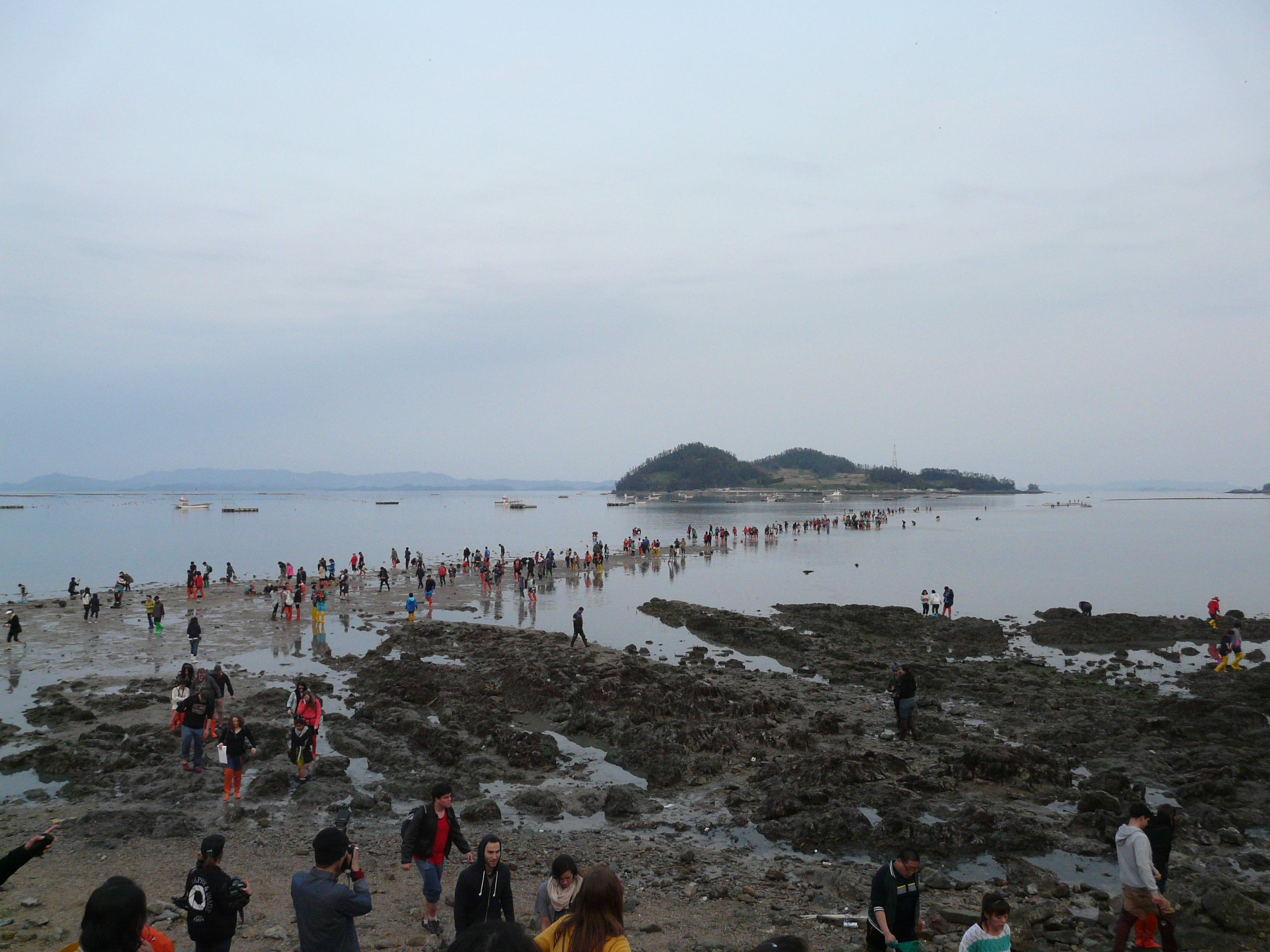
진도의 바닷길과 금호도

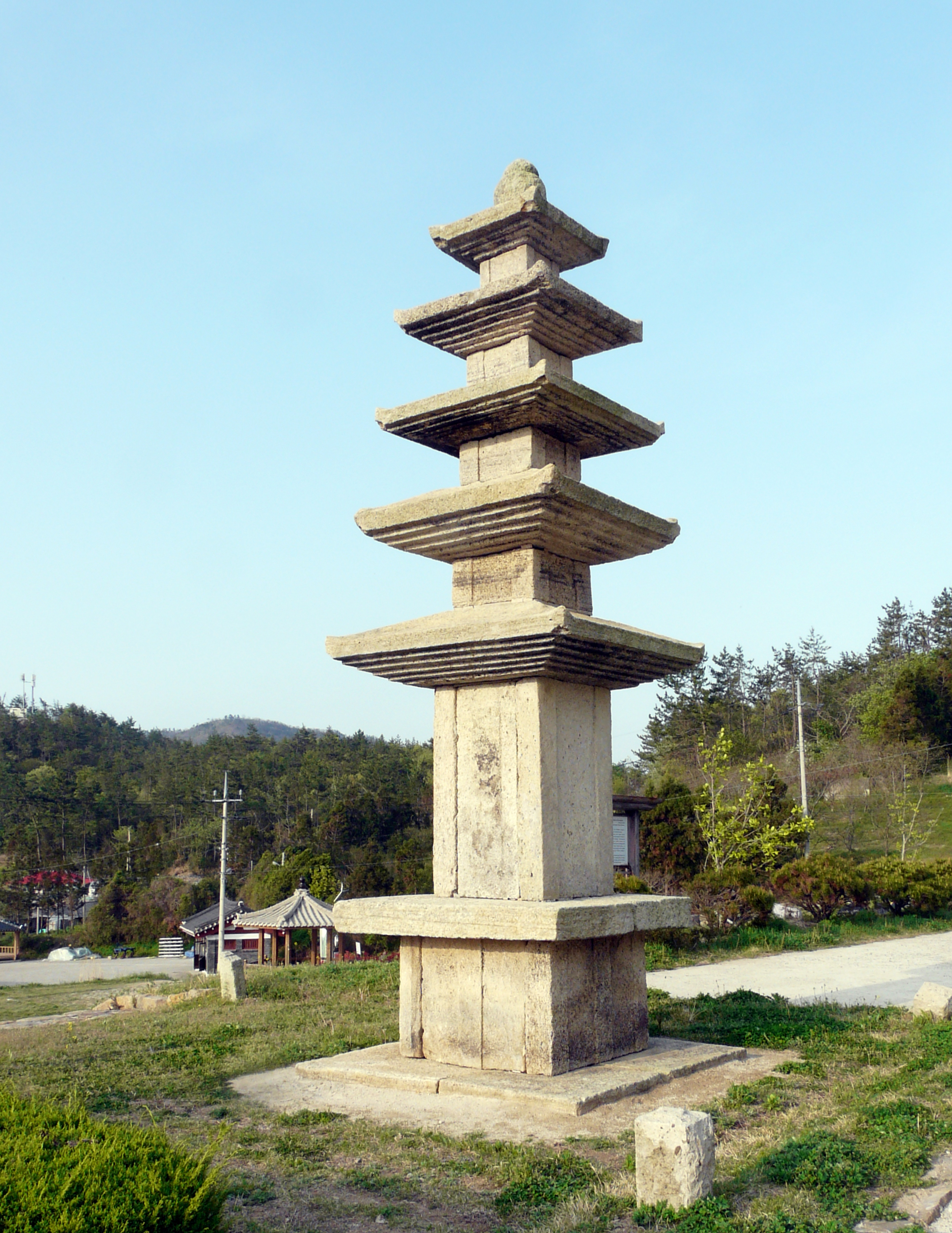
금골산 오층석탑

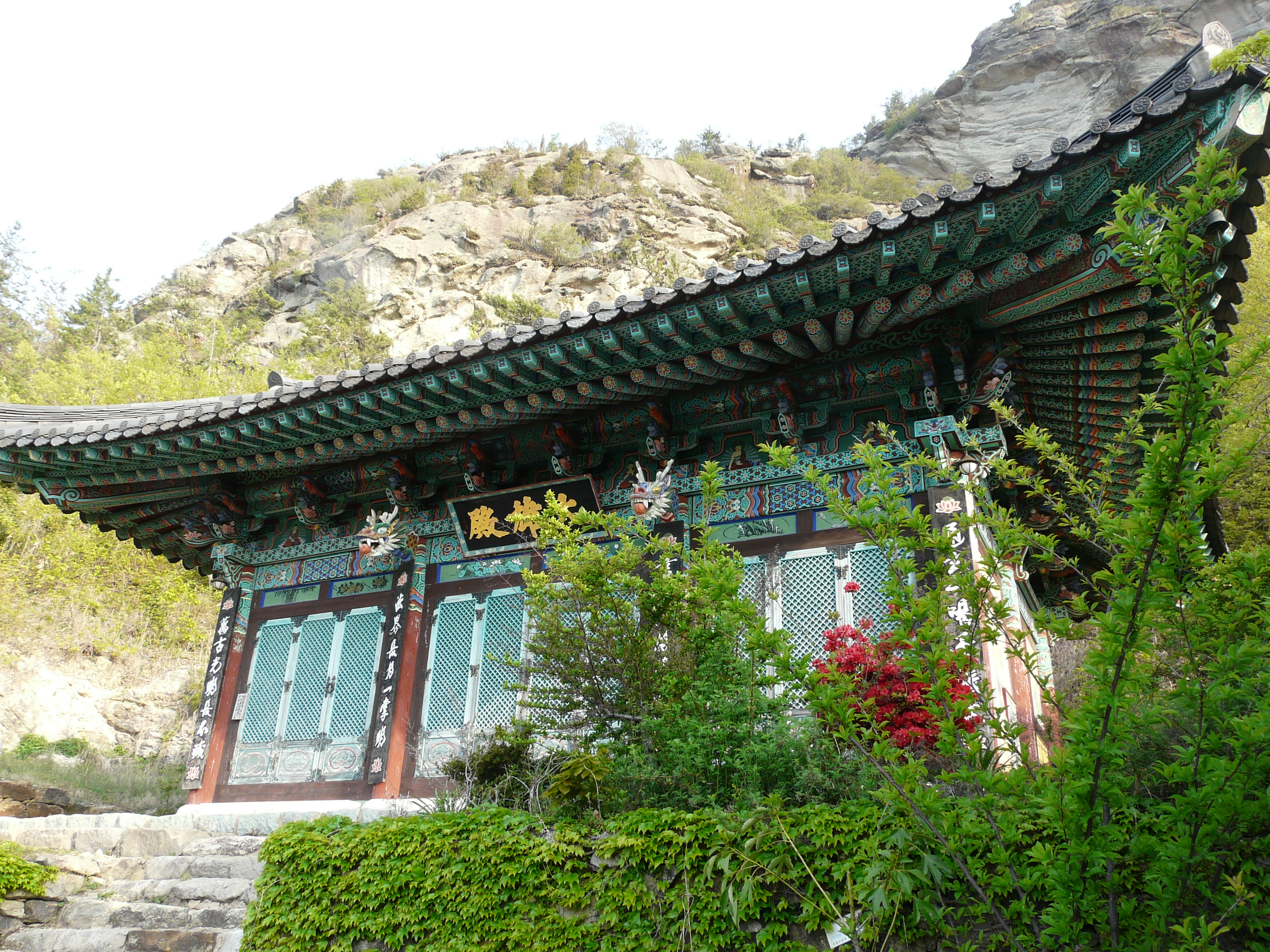
해언사 대웅전

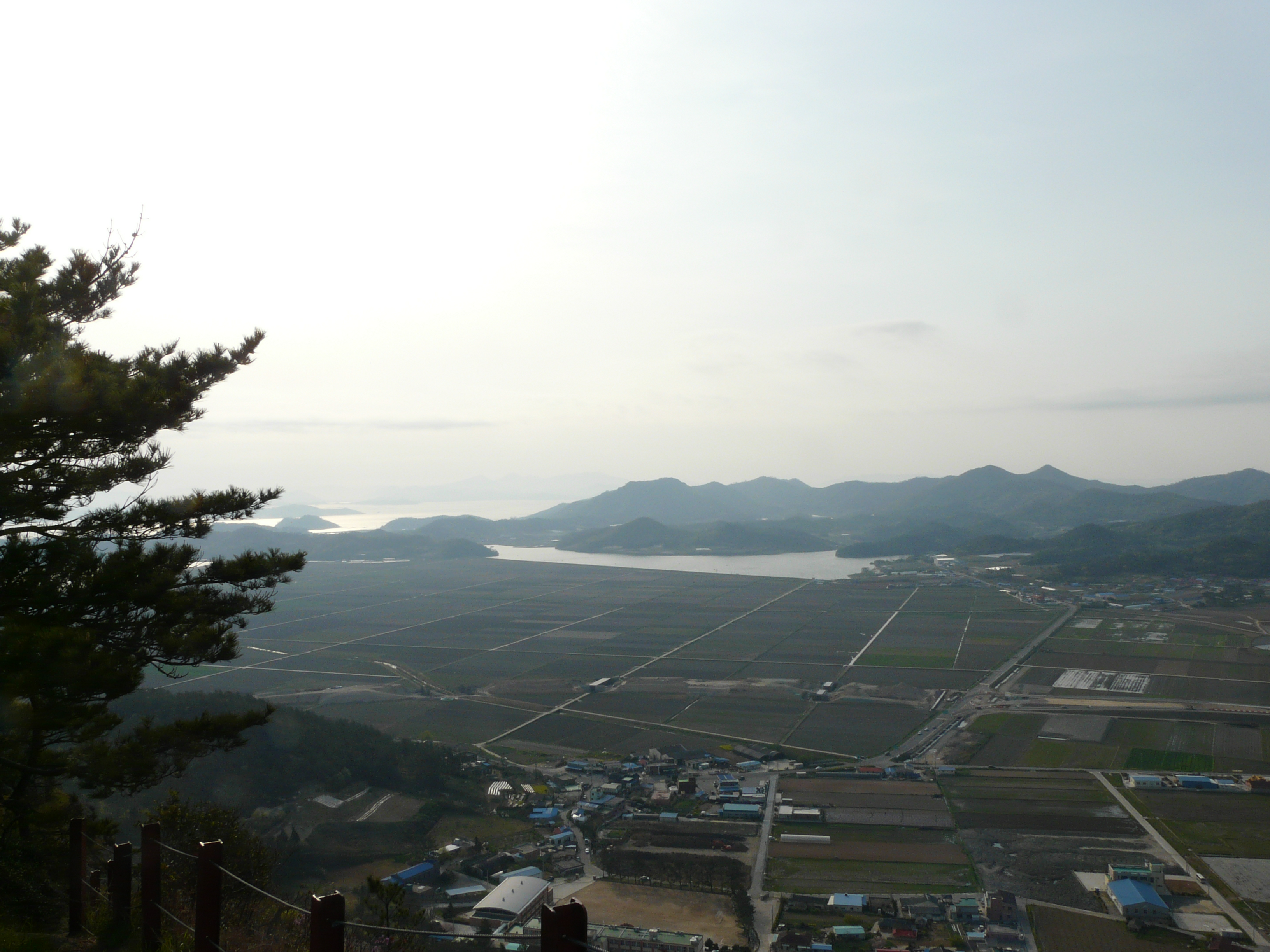
금골산에서 바라본 풍경

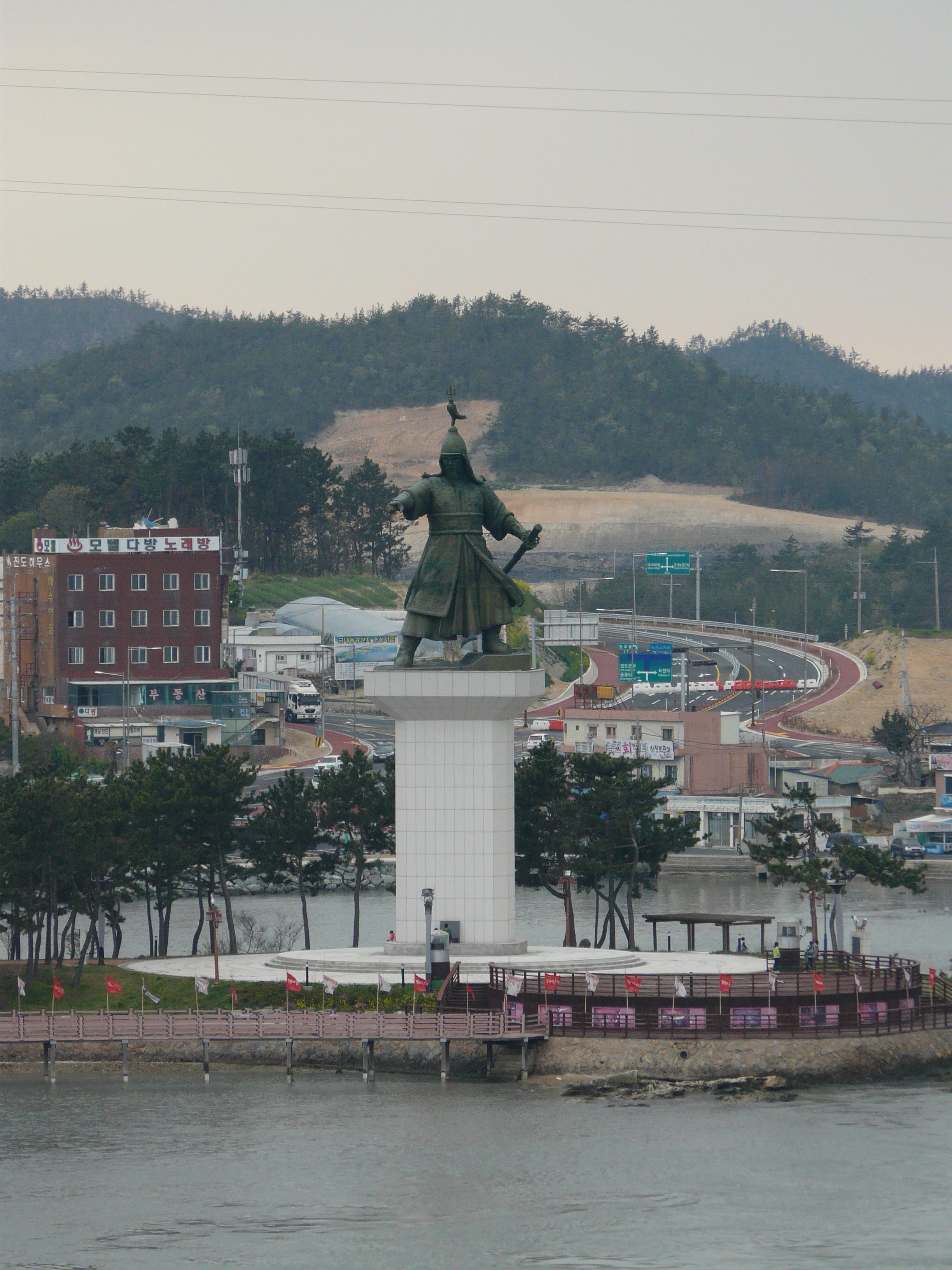
진도대교에서 바라본 충무공 이순신동상

진도군에는 국가지정 문화재 13건, 지방지정 문화재 17건, 문화재 자료 5건 등 총 35개의 문화재가 있다. 진도군은 문화유적 정비사업으로 전통문화 예술을 계승 발전시켜 미래의 산업으로 부각되고 있는 관광산업을 활성화시켜 나가고 있다.

### 국가지정 문화재
- 보물 : 금골산 5층석탑(529호)
- 사적 : 용장성(제126호), 남도진성(제127호)
- 천연기념물 :
  - 진돗개(제53호)
  - 고니류도래지(제101호)
  - 사천리 상록수림(제107호)
  - 상만리 비자나무(제111호)
  - 관매도 후박나무(제212호)
- 명승지 :
  - 진도의 바닷길(제9호)
  - 운림산방(제80호)
- 중요무형문화재
  - 강강술래(제8호)
  - 남도들노래(제51호)
  - 씻김굿(제72호)
  - 진도다시래기(제81호)

### 지방지정 문화재
- 유형문화재
  - 상만리 5층석탑(제10호)
  - 용장사 석불좌상(제17호)
  - 쌍계사 대웅전(제121호)
  - 쌍계사 목조상존불좌상(제221호)
  - 시왕전 목조지정보살상(제222호)
- 무형문화재
  - 진도 북놀이(제18호)
  - 진도만가(제19호)
  - 진도홍주(제26호)
  - 남도잡가(제34호)
  - 소포걸군농악(제40호)
  - 조도닻배노래(제41호)
- 기념물 :
  - 운림산방(제51호)
  - 왕온의 묘(제126호)
  - 칠전리학계철비(제202호)
  - 망금산관방성(제204호)
  - 초하리 무환자나무(제216호)
  - 석교리 백목련(제217호)
- 문화재 자료 :
  - 금골산 마애여래좌상(110호)
  - 진도향교(제127호)
  - 진도읍성(제143호)
  - 남동리 쌍운교 및 단운교(제215호)
  - 정유재란 순절묘역(제216호)

### 특산물
- 구기자
- 진도홍주
- 돌미역
- 멸치

### 박물관
- 진도역사관
- 소치기념관
- 국민해양안전관 (예정)

### 미술관
- 소전미술관
- 남진미술관

## 교육 기관
- 고등학교

|  | - 진도국악고등학교 | - 조도고등학교 | - 진도고등학교 | - 진도실업고등학교 |

- 중학교

|  | - 고성중학교 - 석교중학교 | - 의신중학교 - 조도중학교 | - 진도군내중학교 - 진도중학교 | - 진도지산중학교 |

- 초등학교

|  | - 고성초등학교 - 군내북초등학교 - 금성초등학교 - 석교초등학교 - 석교초등학교 죽림분교 | - 오산초등학교 - 오산초등학교 금호도분교 - 의신초등학교 - 의신초등학교 모도분교 - 의신초등학교 접도분교 | - 조도초등학교 - 조도초등학교 거차분교 - 조도초등학교 관사분교 - 조도초등학교 대마분교 | - 지산초등학교 - 진도서초등학교 - 진도서초등학교 가사도분교 - 진도초등학교 |

## 교통

### 다리
- 진도대교

진도대교(珍島大橋)는 전라남도 해남군 문내면과 전라남도 진도군 군내면을 연결하는 사장교다. 총 길이는 484m에 교량이 11.7m이다. 1980년 12월 착공되어 1984년 10월 18일 개통하였다. 근처에는 진도연륙교가 있으며, 진도 주민의 육지와의 교통이 원활해진다. 진도가 다도해권의 어업 및 관광개발의 큰몫을 하게 되었고, 진도~광주간 소요시간을 1시간 30분이 단축되었다. 제2진도대교는 총 길이 484m에 너비 12.2차로이다. 2001년 10월 착공해, 2005년 12월 15일에 개통하였다.
- 조도대교

진도군 조도면 상조도와 하조도를 잇고 있는 연도교이다. 총길이 510m의 이 다리는 1997년 4월 30일에 준공되었다.

### 항구
진도항(구 팽목항)과 벽파항이 있다.

### 버스
진도군의 농어촌버스와 진도공용버스터미널이 있다.

## FM 라디오 주파수 방송 목록
- 88.1 - 광주KBS 제2라디오 해피FM (해남 대둔산)
- 88.3 - 전주KBS 제1라디오 (구례 노고단)
- 89.1 - 목포MBC 표준FM (해남 대둔산)
- 89.7 - BBS 광주불교방송 (광주 무등산)
- 90.5 - 광주KBS 제1라디오 (광주 무등산)
- 91.5 - 광주MBC FM4U (광주 무등산)
- 92.3 - 광주KBS 클래식FM (광주 무등산)
- 93.1 - febc 광주극동방송 (광주 무등산)
- 93.9 - 광주MBC 표준FM (광주 무등산)
- 94.7 - 남도국악방송 (해남 대둔산)
- 95.1 - 광주MBC FM4U (구례 노고단)
- 95.5 - 광주KBS 제2라디오 해피FM (광주 무등산)
- 96.5 - KFN 라디오 (광주 무등산)
- 97.3 - TBN 광주교통방송 (광주 무등산)
- 98.1 - 광주CBS 음악FM (광주 무등산)
- 98.3 - 목포KBS 클래식FM (목포 양을산)
- 98.7 - GGN 글로벌광주방송 (광주 무등산)
- 99.3 - 광주국악방송 (광주 무등산)
- 99.9 - cpbc 광주가톨릭평화방송 (광주 무등산)
- 100.5 - febc 목포극동방송 (목포 양을산)
- 101.1 - 광주kbc 마이FM (광주 무등산)
- 101.7 - 전주MBC 표준FM (구례 노고단)
- 102.3 - 목포MBC FM4U (목포 양을산)
- 103.1 - 광주CBS 표준FM (광주 무등산)
- 104.1 - EBS 라디오 (해남 대둔산)
- 104.5 - 전주KBS 클래식FM (구례 노고단)
- 105.3 - EBS 라디오 (광주 무등산)
- 105.9 - 목포KBS 제1라디오 (해남 대둔산)
- 106.7 - EBS 라디오 (목포 양을산)
- 106.9 - EBS 라디오 (장흥)
- 107.5 - EBS 라디오 (구례 노고단)
- 107.9 - WBS 광주원음방송 (광주 무등산)

## 정치
- 진도군의 국회의원
- 진도군수
- 진도군수 선거

## 자매 도시
- 대한민국 경기도 안양시
- 대한민국 경기도 부천시
- 대한민국 경기도 용인시
- 대한민국 제주특별자치도 제주시
- 미국 미시간주 디트로이트
- 대한민국 서울특별시 은평구
- 대한민국 광주광역시 남구